# Магинданао (народ)

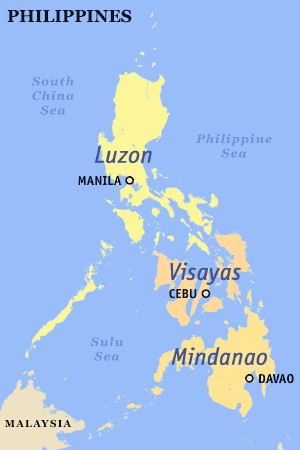
Положение острова Минданао на карте Филиппинского архипелага

Магинданао (также минданао, от «данао» — «озерный, затопленный») — один из народов группы моро на Филиппинах, проживающий на острове Минданао. Часто объединяются с маранао под общим названием «илаун». Численность — 1 млн человек (1999). Верующие — мусульмане-сунниты.
Язык — магинданао, возможно, диалект языка маранао, южнофилиппинской ветви австронезийской семьи.
Основные занятия — земледелие, животноводство, охота, добыча сока гевеи. Главные сельскохозяйственные культуры — рис, маниок, абака, кукуруза, кофе. Из домашних животных разводят быков-карабао.
Развиты ремёсла — ткацкое, ювелирное, раскраска тканей, резьба по дереву, строительство лодок (филиппинский тип парусной лодки — «винта»), особенно — оружейное ремесло. Магинданао изготовляют крисы, ножи-боло, копья, кованые щиты и т. д. и среди окружающих народов считаются лучшими оружейниками на острове.
Жилище и одежда такие же, как у маранао и других народов моро. В одежде преобладает жёлтый цвет. Пуговицы у вождей золочёные.
Социальная организация сходна с организацией маранао.
Богат фольклор. В эпосе «Индрапатра» заметно индийское влияние. Сохраняют пережитки аграрных и анимистических культов.